# Vlčák Kazan
Vlčák Kazan (1914, Kazan, the Wolf Dog) je dobrodružný román amerického spisovatele Jamese Olivera Curwooda, jehož hlavním hrdinou je vlčák Kazan se čtvrtinou vlčí krve. Na příběh navazuje další Curwoodova kniha Barí, syn Kazanův (1917, Baree, Son of Kazan).

## Děj knihy
Příběh knihy se odehrává převážně v divoké přírodě severní Kanady a začíná ve městě, kde Kazan čeká v domě na svého pána, který se vrací se svojí ženou Isabelou domů. Kazan ze začátku je plachý, proto se nerad k Isabele přibližuje. Postupem času si však Isabelu zamiluje a stane se z něho věrný pes, který by pro své pány udělal cokoli.
Další část knihy popisuje život Kazana poté, co se jeho pán se ženou přestěhovali pryč z města do divočiny. Tam má Kazanova pána provázet muž jménem McCready, na kterého má však Kazan špatné vzpomínky z minulosti, kdy byl využíván jako tažný pes jízdní policie. Kazanovi se ve snu vybavila minulost, kdy při převážení jeden vězeň při pokusu o útěk zabil Kazanova bývalého pána, a pak si vybavil i jeho tvář, byl to právě McCready. Ten Kazana pak dlouhé časy týral a snažil se ho ochočit ještě před tím, než se dostal k současnému pánovi.
Při večerním táboření Kazan zpozoroval, jak se jeho pán vydává s McCreadym do lesa, a poté se McGready vrací sám. Při pokusu McCreadyho znásilnit Isabelu Kazan svému dávnému pánovi prokousne krk a zardousí ho. Po chvíli se vrací jeho pán s klackem v ruce a Kazan ze strachu z trestu uprchne do lesa.
V lese se Kazan střetne s vlčí smečkou. V souboji porazí jejího vůdce a zamiluje se do vlčice Šedky. Jednoho dne neznámý muž postřelí Šedku a smečka se vydá po jeho stopách. Při útoku na muže Kazan zaslechne dívčí hlas, a kvůli vzpomínkám na Isabelu se spolu se svojí družkou postaví proti smečce, aby zabránil jejímu útoku. V důsledku tohoto smečku opustí a žije se Šedkou osamoceně. Dívka Jana, které hlas patřil, však na Kazana nezapomene a prosí otce (muže, který Šedku postřelil), aby poraněného Kazana našel. Kazan na sebe nenechá Janiným otcem sáhnout, teprve Janě dovolí, aby mu ošetřila jeho rány. Po uzdravení Kazana využijí jako tažného psa, ale Janin otec onemocní a zemře. Kazan tak zůstane s Janou osamocen. Díky instinktu se mu podaří Janu dovézt ke srubu, kde se žije její muž. Kazan se vydá zpět k Šedce, a dvojici lidí zpovzdálí sledují. Po uzdravení se Jana vydává do města a chce si vzít Kazana s sebou, ten si však vybere Šedku, které se narodila mláďata.
Po narození mláďat se z Kazana stane otec a je šťastný. To ovšem netrvá dlouho, protože jednoho dne, kdy se vrátí z lovu, vidí svá mláďata roztrhaná a Šedku, jak bojuje s velkým rysem. Toho Kazan zabije. Po boji Kazan zjistí další ránu, a sice, že Šedka při boji přišla o zrak. Ta je nyní na Kazana zcela odkázána. V lese jednoho dne vypukne požár, ale ten Šedka jen díky Kazanovi přežije. Obě zvířata cítí nenávist k rysům, a proto je trhají, když se chytí do pastí. To se však nelíbí místním lovcům a Kazana s Šedkou nakonec chytí.
Od lovců je pak koupí milovník zvířat a znovu jim daruje svobodu. Po návratu do lesa se Kazan stává vůdcem smečky psů, ti je však společně s Šedkou dostávají blíže k lidem. To se Kazanovi stane osudným, když ho chytí a následně týrá a využívá k zápasům muž jménem Sandy McTrigger. Šedka se tak ocitá úplně sama a strádá. Kazan odmítá bojovat a tak je koupen panem McGillem. Ten se ke Kazanovi chová pěkně, on však stále myslí na Šedku a při jedné z cest, kdy doprovází svého pána se mu podaří uprchnout zpět do divočiny, kde se znovu potkává se svojí družkou.
Jana se po dlouhé době vydává zpět do divočiny, kde nalezne Kazana a chce, aby se k ní vrátil. Ten však zůstává se Šedkou, a vrací se bok po boku do nitra lesa.

## Filmové adaptace
- Kazan (1921), americký němý film, režie Bertram Bracken.
- Kazan (1949), americký film, režie Will Jason.
- Kazan (1995), druhá část kanadsko-francouzského televizního seriálu Aventures dans le Grand Nord, režie Arnaud Sélignac.

## Česká vydání
- Vlčák Kazan, Josef Boš, Praha 1922, přeložil Bohumil Z. Nekovařík, znovu Českomoravské podniky tiskařské a vydavatelské, Praha 1928 a 1930, Novina, Praha 1940 a Škubal a Machajdík, Praha 1946.
- Vlčák Kazan, Syn Kazanův, Škubal a Machajdík, Praha 1948, přeložil Bohumil Z. Nekovařík.
- Vlčák Kazan, Mladá fronta, Praha 1960, přeložili Emanuela a Emanuel Tilschovi, znovu 1967 a 1973, Olympia, Praha 1975, Amulet, Praha 2002 a Egmont, Praha 2004.
- Vlčák Kazan; Barí, syn Kazanův, Albatros, Praha 1980, přeložili Emanuela, Taťána a Emanuel Tilschovi, znovu 1988, 145. díl edice Knihy odvahy a dobrodružství.